# 王秀之
王秀之（442年—494年），字伯奮，琅邪臨沂（今山東臨沂）人。南朝宋左光祿大夫王敬弘孫。吏部尚書、金紫光祿大夫王瓚之之子。王秀之在南齊官至侍中，後在準備隱居的吳興郡任太守、並於任內去世。

## 生平
王秀之年幼時就因其舉止而得祖父王敬弘喜愛。出仕後初任著作佐郎，太子舍人。守父喪後曾任太子洗馬、司徒左西屬等職, 後調任桂陽王劉休範的司空從事中郎，但王秀之預視劉休範後快會反叛﹐稱疾不肯上任。後又改任晉平太守, 在那裏做了一年後卻上表請求調職，而他對人所稱的原因是晉平郡肥沃豐足，俸祿很多，而他這一年已儲夠日後隱居所須的生活費了，不可繼續做下去阻著別人；當時人稱其「恐富求歸」。
王秀時召還後曾先後出任安成王劉準的驃騎參軍、從事中郎及蕭道成的驃騎諮議參軍。昇明二年（478年），調任江州刺史、左將軍蕭嶷的左軍長史、尋陽太守。不久，蕭嶷轉任鎮西將軍、荊州刺史，王秀之隨府轉為鎮西長史、南郡太守。蕭道成篡宋建齊後，蕭嶷進為驃騎大將軍、荊湘二州刺史，秀之亦轉為驃騎司馬、河東太守，但他辭讓太守之位。後加寧朔將軍，轉為驃騎長史，其時蕭嶷在荊州設立學校，讓王秀之領儒林祭酒。後以寧朔將軍轉任南郡王蕭長懋的司馬，再先後轉任黃門郎領羽林監及長沙王蕭晃的中軍長史。
齊武帝即位後，歷任太子中庶子、尚書吏部郎、義興太守、侍中祭酒、都官尚書、侍中領射聲校尉等職。後一度再外任荊州，以輔國將軍任隨王蕭子隆的鎮西長史、南郡內史。後秀之受召入朝任侍中領游擊將軍，未拜官就改授輔國將軍、吳興太守。由於吳興郡就是他籌劃退隱的地方，此番調遷正合其意。在郡時修治故居，將家具財物都搬進去。隆昌元年（494年），王秀之在吳興太守任內去世，時年五十三歲。朝廷諡其為簡子。

## 性格
- 王秀之和其父祖一樣雖然出身高門士族但卻不太熱衷於政治事務，亦不願和當政官員往來。例如早年褚淵欣賞王秀之，想和他結姻親，但王秀之卻拒絕。後王秀之在尚書任上又沒有和同宗的尚書令王儉親好，當時人就稱許他們三代不依附權貴的行為。在出任隨王鎮西長史兼南郡內史時，愛與權貴高門交結的荊州西曹荀㔻[6]亦曾寫信去交結他，但他根本不回信。其一直有意歸隱，後期就更專心經營其家於吳興郡餘杭縣舍亭山的舊居[7][8]。

## 延伸阅读
[在维基数据编辑]
 《南齊書·卷46》，出自萧子显《南齊書》